# コジャ・シナン・パシャ
コジャ・シナン・パシャ(koca・sinan・pasha)は、オスマン帝国の軍人、大宰相、16世紀後半に大宰相を5回つとめた。

## 生涯

### 大宰相になるまで
コジャ・シナン・パシャはアルバニアで生まれ、のちにイスラム教に改宗したという。1569年にエジプトの知事に任命され、1571年にイェメン出兵に加わる。1574年にはチュニジアを征服する。

### 最初の大宰相
オスマン・サファヴィー戦争中の1580年、ララ・ムスタファ・パシャの後任として大宰相に就任した。大宰相就任後はサファヴィー朝との戦争を指揮した。しかし翌年にゴリの戦いでの敗北の責任を取らされ、1582年に失脚した。

### 2度目の大宰相
失脚後はダマスカスの知事となり、1589年に再び大宰相に就任した。そこではワラキアの王位継承問題に介入し、さらにサファヴィー朝と和平を結んだ。1591年にイェニチェリの暴動が起きると再び大宰相を解任された。

### 3度目の大宰相
1593年1月に再び大宰相に任じられる。その後シナン・パシャは王領ハンガリーへと侵攻する。最初はウィーンに繋がるジュールを占領するが、次第に戦線は膠着するようになる。1594年のバナト蜂起へは徹底した対応で鎮圧し、蜂起への報復として、ベオグラードの聖サヴァの不朽体を焼き捨てた。1595年2月に大宰相を解任された。

### 4回目の大宰相
メフメト3世の即位直後に大宰相に任じられる。しかしカルガレニの戦いで敗北し、その責任を負わされて、大宰相をやめた。後任をテケリ・メフメト・パシャが就任した。

### 5回目の大宰相
テケリ・メフメト・パシャは大宰相就任からほどなくして亡くなったため、再びシナン・パシャが大宰相に就任した。1596年、シナン・パシャは死去した。